# Lara Carroll
Lara Carroll (Reino Unido, 8 de diciembre de 1986) es una nadadora australiana de origen británico retirada especializada en pruebas de cuatro estilos, donde consiguió ser medallista de bronce mundial en 2005 en los 200 metros estilos.

## Carrera deportiva
En el Campeonato Mundial de Natación de 2005 celebrado en Montreal ganó la medalla de bronce en los 200 metros estilos, con un tiempo de 2:13.32 segundos, tras la estadounidense Katie Hoff (oro con 2:10.41 segundos) y la zimbabuense Kirsty Coventry.